# Betriacum
Betriacum o Bedriacum è un antico vicus romano nei pressi del comune di Calvatone (CR).
Il centro romano, identificato da scavi effettuati dall'Università degli Studi di Milano, era posto sulla riva destra dell'Oglio a presidio di un passaggio fluviale. Parte degli oggetti recuperati nell'antico centro sono visibili presso il Museo Platina nel comune di Piadena.
A Betriacum si svolsero nel 69 due battaglie: 
- la prima battaglia di Bedriaco tra le truppe di Otone e quelle di Vitellio e vinta dal secondo
- la seconda battaglia di Bedriaco tra le truppe fedeli a Vitellio e quelle fedeli a Vespasiano e guidate da Antonio Primo e vinte da quest'ultimo